# Engis 2
Engis 2 est un assemblage fossile non daté constitué d'un crâne partiel, de fragments de mandibule, d'un os maxillaire et d'une incisive supérieure, découverts en 1829 par le médecin et naturaliste belgo-néerlandais Philippe-Charles Schmerling dans la grotte des Awirs, au nord de la commune belge d'Engis, dans la commune de Flémalle.
Engis 2 a par la suite été attribué à un enfant néandertalien de deux à trois ans.

## Histoire
En 1833, Schmerling décrivit et publia sa découverte qui incluait des os d'animaux et des outils de pierre. Reconnaissant leur ancienneté, il associa les fossiles au "type éthiopien" de la période diluvienne, le Pléistocène,. Bien que l'assemblage fossile n'ait pas été reconnu comme tel avant 1936, la publication de 1833 représente a posteriori la première description scientifique d'un fossile néandertalien.

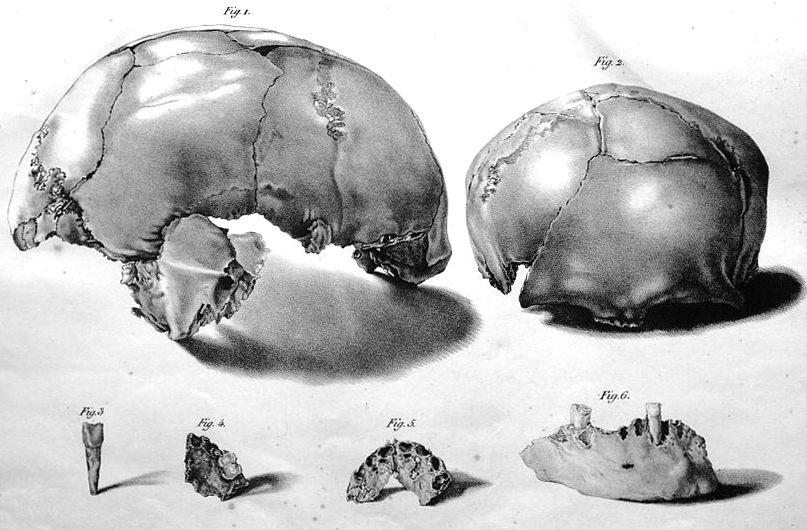
Croquis original de Schmerling dans sa publication de 1833. 1 - Crâne de profil, 2 - Vue frontale, 3 - incisive supérieure, 4 - fragment de mâchoire supérieure, 5 - Os maxillaire, 6 - Fragment de mandibule.

D'abord perçu comme « moderne », l'assemblage fossile reçut peu d'attention au XIXe siècle après sa publication. Il était rapproché d'Engis 1, le crâne presque parfaitement conservé d'un Homo sapiens adulte, pris pour sa version adulte.

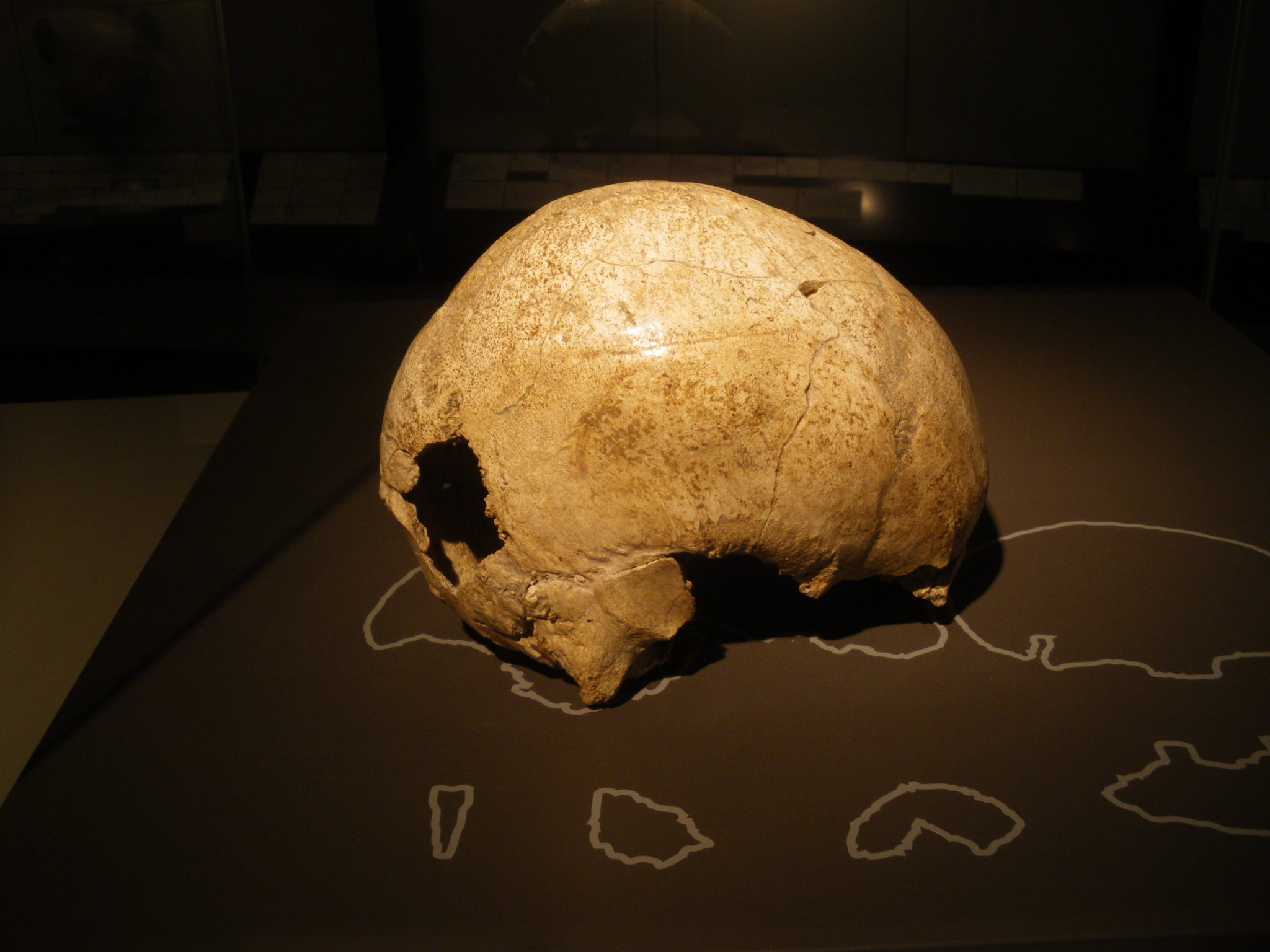
Le crâne Engis 1 d'un Homo sapiens adulte.

En 1758, Carl von Linné avait publié la 10e édition de son œuvre Systema Naturae dans laquelle le nom binomial Homo sapiens était proposé, mais sans diagnostic précis sur les caractéristiques de l'espèce. Sans reconnaissance de la notion d'évolution et alors que la Bible gardait une part importante dans l'explication des origines de l'humanité, ce fossile seul ne permettait pas d'introduire une nouvelle espèce. Même Thomas Henry Huxley, défenseur des thèses de Charles Darwin, interpréta en 1863 ces découvertes comme appartenant à un « homme faiblement civilisé », après avoir jugé en 1856 que le fossile Néandertal 1 tout juste découvert de la grotte Kleine Feldhofer de Neanderthal (Allemagne) devait être inscrit dans les variations possibles de l'homme moderne. À la décharge de ces premiers commentateurs, des crânes d'enfants Néandertal et Sapiens se ressemblent beaucoup plus que des crânes adultes. La grande majorité des scientifiques du XIXe siècle et du début du XXe siècle considéraient ainsi que les fossiles d'autres espèces humaines appartenaient à des races plus primitives de l'homme moderne.

## Analyse et classification
Aujourd'hui, une datation précise des restes d'Engis reste difficile. L'attribution d'Engis 2 à un enfant Néandertal et d'Engis 1 à un homme moderne était initialement basée sur des comparaisons anatomiques et chronologiques, puisqu'Engis 2 a été découvert dans un contexte d'outils moustériens, technologie néandertalienne. 
En 1986 des traces de découpe ont été trouvées sur le sommet du crâne, identifiées plus tard à des dommages lors de la restauration.

## Conservation
Les fossiles sont conservés au Evolution and Diversity Dynamics Lab de l'Université de Liège.

## Engis 3 et 4
Engis 3 manque encore.
L'attribution d'un ulna découvert en 1872, Engis 4, n'a pas pu être tranchée à ce jour entre Sapiens et Néandertal,,.